# Galatea (cràter)
Galatea és un cràter de l'asteroide del tipus Amor (433) Eros, situat amb el sistema de coordenades planetocèntriques a -10.2 ° de latitud nord i 183.1 ° de longitud est. Fa un diàmetre de 1.4 km. El nom va ser fet oficial per la UAI l'any 2003 i fa referència a Galatea, estàtua de la mitologia grega de la qual Pigmalió (llegendari rei de Xipre) es va enamorar.